# Parlamentswahl in Italien 1900
- PSI: 33
- Estrema
Sinistra: 34
- PRI: 29
- Sinistra: 296
- PLC: 116

Die Parlamentswahl in Italien 1900 fand am 3. Juni und am 10. Juni 1900 statt.
Die Legislaturperiode des gewählten Parlaments dauerte vom 16. Juni 1900 bis zum 18. Oktober 1904.

## Ergebnisse
2.248.509 Personen (6,9 % der Bevölkerung) besaßen das Wahlrecht. Davon beteiligten sich 1.310.480 (58,3 %) an der Wahl.
| Partei                          | Anzahl der Stimmen | %      | Mandate |
| ------------------------------- | ------------------ | ------ | ------- |
| Historische Linke               | 663.418            | 52,3 % | 236     |
| Partito Liberale Costituzionale | 271.698            | 21,4 % | 116     |
| Partito Socialista Italiano     | 164.946            | 13,0 % | 33      |
| Partito della Democrazia        | 89.872             | 7,1 %  | 34      |
| Partito Repubblicano Italiano   | 79.127             | 6,2 %  | 29      |
| Insgesamt                       | 1.310.480          | 100    | 508     |

Bei dieser Wahl kamen die republikanischen Parteien auf über 26 % und waren somit erstmals stärker als die Konstitutionellen. Auch bei den Reichstagswahlen 1898, 1903, der französischen Parlamentswahl 1898 und Britische Unterhauswahl 1900 konnten die sozialistischen/sozialdemokratischen Parteien Gewinne erzielen.